# Otto Braun
Otto Braun (ur. 28 stycznia 1872, zm. 15 grudnia 1955) – niemiecki polityk socjaldemokratyczny, trzykrotny premier Prus w okresie Republiki Weimarskiej. Był także ostatnią osobą faktycznie pełniącą tę funkcję.
W latach 1918–1921 Otto Braun był pruskim ministrem rolnictwa. Następnie sprawował funkcję premiera (Ministerpräsident) Prus z krótkimi przerwami przez cały okres Republiki. W 1925 kandydat SPD w wyborach na stanowisko prezydenta Rzeszy. Kierowany przez niego gabinet był również jednym z ostatnich obrońców demokratycznego ustroju państwa niemieckiego. Z tego względu w czasie tzw. Zamachu Pruskiego (Preußenschlag) 20 lipca 1932 roku jego rząd został pozbawiony realnej władzy przez kanclerza Franza von Papena (w trybie art. 48 konstytucji Rzeszy). W okresie tym Braun przebywał często u ciężko chorej żony w Szwajcarii, tam też sam będąc chorym wyjechał w przeddzień wyborów do Reichstagu z 5 marca 1933, sceptycznie oceniając możliwości przeciwstawienia się Hitlerowi. Wyjazd Brauna z Prus naziści uznali za ucieczkę i wykorzystywali ten fakt propagandowo.
Po wojnie Braun podjął działania dla odtworzenia rządu pruskiego, jednak decyzją Aliantów Prusy zostały zlikwidowane.